# 海塩粒子
海塩粒子（かいえんりゅうし）とは、大気中に含まれるエアロゾル粒子の一種で、海洋や塩湖の水（海水）に由来する塩分からなる微粒子のこと。
直感的に理解できる海塩粒子といえば、波浪によって波頭から飛び散ったしぶきが、空気中を落下していくうちに蒸発して、塩分だけが残ったものである。しかし、そのようにして生成されるものは少ない。しぶきは水滴の直径が大き過ぎて蒸発に時間がかかり、析出する塩分も大き過ぎて落下しやすいためである。エアロゾル化する海塩粒子の大部分は、海面に浮かんでいる気泡が破裂した際に空中に舞う微小水滴が蒸発してできたものである。
海塩粒子は、天気が荒れて波浪が強いとき、つまり風の強いときほど多く発生する傾向にある。また、海塩粒子の濃度は海上において高く、陸上では低く内陸になるほど低くなる。また、海塩粒子の流径は、海岸から離れるほど大きくなる傾向にある。
海塩粒子は、エアロゾルとして空中を漂う間に、湿った空気と接して凝結核（雲核）となり、雲を生成する素となる。また、海塩粒子は海風に乗って海岸の構造物に吹きつけ、金属に付着すると腐食を起こして錆の原因となる。海岸の金属構造物が錆びる原因にはしぶきの直接付着もあるが、しぶきの届かない場所では海塩粒子の影響が大きい。